# Gregorio Luperón
Gregorio Luperón (San Felipe de Puerto Plata, 8 settembre 1839 – 21 maggio 1897) è stato un politico dominicano.
È stato il 20º Presidente della Repubblica Dominicana, in carica dal dicembre 1879 al settembre 1880.
A lui è intitolato l'Aeroporto Internazionale Gregorio Luperón.